# Michel Daigneault
 (novembre 2011).
Si vous disposez d'ouvrages ou d'articles de référence ou si vous connaissez des sites web de qualité traitant du thème abordé ici, merci de compléter l'article en donnant les références utiles à sa vérifiabilité et en les liant à la section « Notes et références ».
Michel Daigneault, né en 1956 à Montréal dans la province de Québec au Canada, est un artiste peintre québécois.

## Formation
Michel Daigneault obtient une maîtrise bicéphale en histoire de l'art et arts plastiques de l'Université de Montréal et Hunter College, New York en 1995.

## Expositions individuelles
- 2009 : Secousse, Galerie Trois Points, Montréal

Morceau d’espace, Galerie d’art d’Outremont, Montréal
- 2008 The other side of abstraction, Akau Inc, Toronto
- 2007 De l’autre côté de l’abstraction, Galerie Trois Points, Montréal[1]
- 2006 Quand la couleur signifie, Galerie d’art r3 Université du :: Québec de Trois-Rivières, Trois-Rivières
- 2005 Working Taste, Galerie Trois Points, Montréal
- 2002 Don’t look back, The Ohio State University Gallery, Columbus, Ohio
- 2001 Clock in clock off clock on clock out clock up, Pari Nadimi, Toronto

L’envie des signes, Christiane Chassay, Montréal
- 2000 Sounds like or seems to be, Anna Leonowens Gallery, Halifax, Nouvelle-Écosse
- 1999 Ne me regarde pas comme ça, Pari Nadimi Gallery, Toronto

For you, Christiane Chassay, Montréal
- 1998 Les yeux de la tête, Expression, Centre d’art de Saint-Hyacinthe, Québec
- 1997 La Galerie d’art visuel de l’Université Laval, Québec

Cold City, Toronto
- 1996 Plein Sud, Longueuil, Québec

Il était une fois l’abstrait..., La Galerie de l’Université de Sherbrooke,
Sherbrooke
Salle projet, Galerie Christiane Chassay, Montréal
lI était une fois l’abstrait..., La Galerie Edouard Manet, Gennevilliers,
France
- 1993 Abstraire l’abstrait, Galerie Christiane Chassay, Montréal[3]
- 1992 It was once abstract..., Mercer Union, Toronto
- 1991 Dessins, Galerie Christiane Chassay, Montréal
- 1989 Southern Alberta Art Gallery, Alberta
- 1988 Painting as an ensemble, Skol Gallery, Montréal
- 1987 Painting as an ensemble, Museo-Techni, Montréal
- 1985 Peinture-Objet, La Chambre Blanche, Québec
- 1984 Peinture-Objet, Galerie Articule, Montréal
- 1982 Septum, Galerie Articule, Montréal

## Expositions collectives
- 2011 Glissement d’espace, Galerie d’art Stuart Hall, Pointe-Claire
- 2010 Sudden Frost, Elissa Cristall Gallery, Vancouver
- 2009 15e anniversaire de la Galerie d’art d’Outremont, Galerie d’art d’Outremont, Montréal
- 2008 À suivre… Présenté par l’Association des galeries d’art contemporain,

Maison Ritchies, Montréal
The other side of abstraction, Open Studio, Toronto
Manifestation internationale d’art de Québec, Québec
- 2007 Dessine le, Centre culturel François Mitterrand, Périgueux, France

Sensibilités uniques : œuvres récentes d’artistes du Québec, Œuvres de la Banque d'art du Conseil des arts du Canada, Centre national des Arts, Ottawa
- 2006 L’art en ville / Art in the City, Galerie d’art Stewart Hall, Pointe-Claire

Sylvie Bouchard, Michel Daigneault, Jennifer Gordon, Leo Kamen Gallery, Toronto
- 2005 Chromophilie, Galerie Trois Points, Montréal
- 2004 International Art Fair, Séoul, Corée

Line Art Auction 04, Artist Space, Toronto[réf. nécessaire]
- 2003 Fondation du Musée d’art contemporain de Montréal, Vente aux enchères, Musée d'art contemporain de Montréal, Montréal

Art with Heart, Casey House Foundation, Toronto
« Peinture en Liberté », Perspective sur les années 1990, Musée d'art contemporain de Montréal, Montréal
L’Été à la galerie, Christiane Chassay, Montréal
La Collection, Musée national du Québec, Québec
- 2002 L'été à la galerie, Christiane Chassay, Montréal

Dialogues, Boisseau, Daigneault, Urban, Musée d’art Contemporain de Montréal, Montréal
- 2001 Dialogues, Boisseau, Daigneault, Urban, Val-d'Or, Québec
- 2000 Exposition de groupe, Pari Nadimi, Toronto
- 1999 Exposition de groupe, Cold City, Toronto
- 1998 Peinture/Peinture, Édifice Belgo, Montréal

L’abstraction et puis après, Galerie Christiane Chassay, Montréal
Interstices: L’espace dans la peinture abstraite de dix artistes contemporains, Centre :: d’exposition de Val-d’Or, Val-d'Or, Québec
- 1997 Toronto Abstract peinture, James Allen Gallery, Toronto
- 1996 Collection, (commissaire, Diana Nenmiroff) National Gallery of Canada

Dictons et Proverbes, Galerie Christiane Chassay, Montréal
- 1995 Nouvelle acquisitions, Musée d’art contemporain de Montréal

Drawing, Christiane Chassay
- 1993 Les versions du Paysage, CREDAC, Paris, France
- 1992 Group exhibition, New Jersey Museum, Jersey City
- 1990 Options, SAC Gallery, Université de Montréal, Montréal

Vision 90, International Center for Contemporary Art of Montréal (CIAC)
- 1989 Constructed Paintings, Art in General, New York
- 1988 6th Annual National and International Studio Program, Exhibition, P.S31, New York

Working dessins, Rudgers University, New Brunswick
- 1987 Working dessins, Drew University, Madison, New Jersey

Dessins, Skol Gallery, Montréal
Profils, Maison de la Culture de Côte-des-Neiges, Montréal
- 1986 A Man and a Women, Dramatis Personae gallery, New York
- 1985 Interiors/Tableaux, Burlington Cultural Centre, Ontario

Interiors/Tableaux, Art Gallery of Windsor, Ontario
Peinture au Québec une nouvelle génération, Musée :: d’Art Contemporain, Montréal
Canadian Artists Living in New York, Columbia University, New York
- 1984 Montréal Tout-Terrain, Montréal

## Musées et collections publiques
- Musée d'art contemporain de Montréal
- Musée d'art de Joliette
- Musée des beaux-arts de Montréal
- Musée des beaux-arts du Canada
- Musée national des beaux-arts du Québec[5]